# Yukio Tsuchiya
Yukio Tsuchiya (土屋 征夫, Tsuchiya Yukio) est un footballeur japonais né le 31 juillet 1974. Il évolue au poste de défenseur.

## Biographie
Au cours de sa carrière, Yukio Tsuchiya joue principalement en faveur du Vissel Kobe et du Tokyo Verdy.